# Pachydactylus austeni
Espèce
Pachydactylus austeni est une espèce de geckos de la famille des Gekkonidae.

## Répartition
Cette espèce est endémique du Cap-Occidental en Afrique du Sud.

## Étymologie
Cette espèce est nommée en l'honneur d'Henry Homersham Godwin-Austen (1834–1923).

## Publication originale
- Hewitt, 1923 : Descriptions of two new S. African geckos of the genus Pachydactylus. Annals of the Natal Museum, vol. 5, p. 67-71 (texte intégral).